# 간인노미야 하루히토 친왕

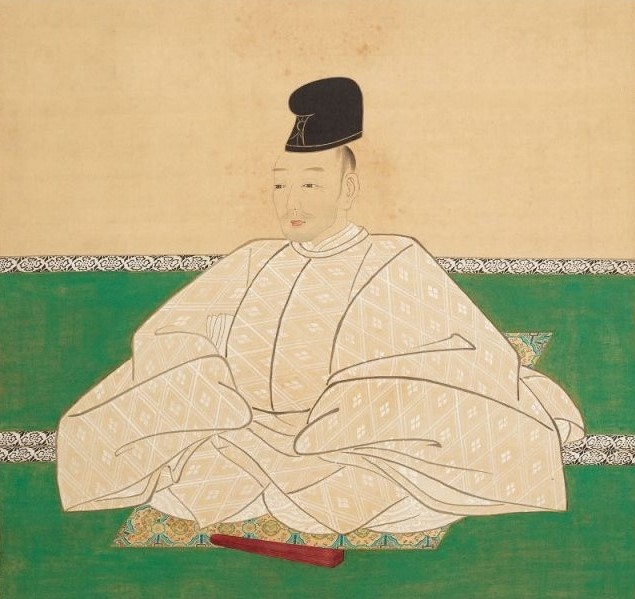
간인노미야 하루히토 친왕

간인노미야 나오히토 친왕(閑院宮美仁親王)은 에도 시대의 황족이다. 세습친왕가 간인노미야 제3대 당주.
| 전임 간인노미야 스케히토 친왕 | 제3대 간인노미야 당주 | 후임 간인노미야 다쓰히토 친왕 |